# Het Boheems schommelpaard
Het Boheems schommelpaard is het 122ste stripverhaal van Jommeke. De reeks wordt getekend door striptekenaar Jef Nys.

## Verhaal
Jommeke en Filiberke gaan kijken naar de openbare verkoop van een inboedel. Estella Saprinetta heeft daarbij haar oog laten vallen op een schommelpaard. Enkele zigeuners aasden echter ook op het schommelpaard en wanneer ze het geboden bedrag niet kunnen overtreffen, stelen de twee ongure figuren uiteindelijk het schommelpaard van Estella...
Door Pekkie verliest een van de mannen zijn portefeuille. Jommeke en zijn vrienden komen te weten dat ze te maken hebben met iemand uit Bohemen. Ze reizen allemaal richting Bohemen. Jommeke en Filiberke gaan op zoektocht maar worden gedwarsboomd. Vervolgens verkleden ze zich als zigeuners en kunnen ze zo het zigeunerfeest binnendringen. Daar lopen ze de dief weer tegen het lijf met het schommelpaard. Ook wordt Estella, die gevangengenomen werd, geboeid en op het podium gebracht. Na een tijd wordt alles duidelijk. Het schommelpaard blijkt de sleutel te zijn van de zigeunerschat.
Tot slot wordt met die schat een zigeunerstad opgebouwd en loopt alles goed af.